# British Overseas Airways Corporation
Hãng hàng không Hải ngoại Anh British Overseas Airways Corporation (BOAC) đã từng là hãng hàng không quốc gia của Vương quốc Anh từ năm 1939 đến năm 1946 và là hãng hàng không đường dài quốc gia từ năm 1946. Hãng bắt đầu hoạt động từ sự sáp nhập giữa Imperial Airways và British Airways Ltd. Tiếp theo đạo luật của Nghị viện Anh vào năm 1971, BOAC sáp nhập với British European Airways vào năm 1974 để ra đời British Airways.

## Lịch sử
Trong thập niên 1930, 1940 và cho tới tháng 11 năm 1950 Imperial Airways và BOAC mở dịch vụ thủy phi cơ từ Southampton tới những nước thuộc địa ở Châu Phi và Châu Á. Những chiếc máy bay như thủy phi cơ Short Empire và Short S.8 Calcutta vận chuyển hành khách và thư tín. BOAC cũng hoạt động những chiếc Handley Page HP42 cho những chuyến bay xuyên Châu Âu và Vương quốc Anh đến Ấn Độ và Nam Phi.
Như việc huấn luyện phi công ở Anh, BOAC mở một trường huấn luyện nhiệt đới ở Soroti, Đông Bắc Uganda.

### Sự giải tán
Đạo luật Hàng không Dân dụng của năm 1946 dẫn đầu việc tách rời hai nhánh của BOAC để thành lập 3 công ty hàng không độc lập:
- BOAC - cho những đường bay của Vương quốc, Bắc Mỹ và Viễn Đông
- British European Airways (BEA) - cho những chuyến bay ở châu Âu và nội địa
- British South American Airways (BSAA) - cho những chuyến bay đến Nam Mỹ và vùng biển Caribê

Vào tháng 7 năm 1949, British South American Airways sáp nhập trở lại BOAC.

### Sự giới thiệu của máy bay phản lực

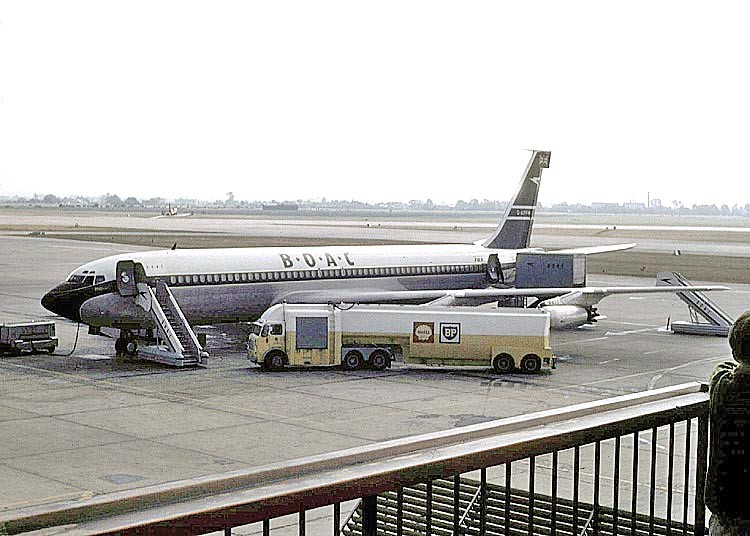
Sau những lỗi kỹ thuật của Comet, BOAC trở lại chuyến bay phản lực với Boeing 707

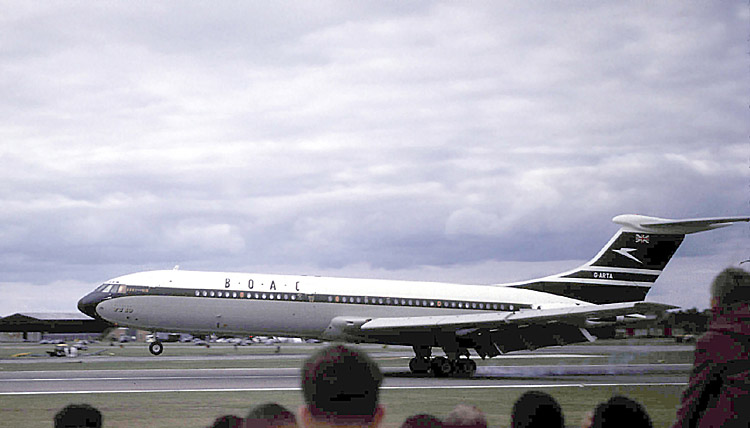
Chiếc Vickers VC-10 được làm cho BOAC. Rất nhiều yêu cầu của BOAC về khả năng hoạt động từ sân bay xứ nóng và vùng cao làm cho chiếc VC-10 không phù hợp với các hãng của Mỹ

Vào tháng 5 năm 1952, BOAC trở thành hãng hàng không đầu tiên giới thiệu máy bay phản lực, chiếc de Havilland Comet. Tất cả máy bay Comet 1 đều bị giữ lại dưới mặt đất sau khi 4 chiếc Comet rơi, 2 chiếc sau là máy bay của BOAC. Các nhà điều tra khám phá ra những vết nứt nghiêm trọng trong cấu trúc máy bay bởi sự giảm sức chịu đựng của kim loại từ việc điều áp và hạ áp lặp lại của máy bay khi tăng độ cao và hạ độ cao. Trong khi khắc phục lỗi này, kỹ sư hãng de Havilland đã cải tiến chiếc Comet bằng rất nhiều biện pháp và nâng tầm bay của chiếc máy bay, tạo ra thế hệ thứ 4. Vào năm 1958, BOAC dùng những chiếc Comet mới để trở thành hãng hàng không đầu tiên bay chuyến bay phản lực xuyên Đại Tây Dương.
Trong thập niên 1950 và 1960, BOAC chuyển sang sử dụng máy bay lớn hơn của Boeing, bắt đầu vào năm 1956 với hợp đồng cho 15 chiếc Boeing 707. Ngài Giles Guthrie, người đứng đầu BOAC vào năm 1964, ưu tiên máy bay của Boeing vì một số lý do kinh tế, và thực tế BOAC bắt đầu có lãi vào cuối thập niên 1960. Sự lựa chọn những chiếc máy bay của Mỹ đã gây ra một cuộc tranh cãi chính trị ở Nghị viện Anh, tuy nhiên, Chính quyền đã buộc BOAC phải mua 17 chiếc máy bay Vickers VC-10 từ hợp đồng 30 chiếc bị từ chối của Guthrie. Tuy nhiên giá thành hoạt động của chiếc VC-10 lại cao hơn chiếc 707 rất nhiều lần, lớn hơn cả kết quả của việc yêu cầu chiếc máy bay đấy phải hoạt động được ở các sân bay xứ nóng và vùng cao.
BOAC sau đó trở thành khách hàng lớn nhất của Boeing bên ngoài Bắc Mỹ và chỉ đứng sau Pan Am. Hợp đồng chính tiếp theo là 11 chiếc Boeing 747-100. BOAC nhận chiếc đầu tiên vào ngày 22 tháng 4 năm 1970 nhưng do cuộc bãi công của Liên Hiệp Phi công Hàng không Anh nên phải đến gần 1 năm sau chiếc máy bay này mới cất cánh lần đầu tiên, 14 tháng 4 năm 1971.
Vào năm 1962, BOAC và Cunard Line thành lập BOAC-Cunard Ltd để mở các chuyến bay đến Bắc Mỹ, vùng Ca-ri-bê và Nam Mỹ. Công ty này tan rã vào năm 1966.

### Sự tan rã
Vào ngày 1 tháng 9 năm 1972, Ủy ban Hàng không Anh (British Airways Board) được thành lập, một ủy ban điều khiển cả BOAC lẫn BEA. Vào ngày 31 tháng 3 năm 1974 cả BOAC lẫn BEA bị giải tán và hoạt động của hai hãng sáp nhập lại thành British Airways.
BOAC đã có thể trở thành hãng đầu tiên sử dụng máy bay Concorde nếu không sáp nhập lại để thành lập British Airways. Những chiếc Concorde của British Airways đều mang số hiệu từ G-BOAA đến G-BOAG.

## Các tai nạn
- AM918, chiếc máy bay Liberator C I mang số hiệu G-AGDR, bị bắn nhầm bở một chiếc Spitfire gần Plymouth vào ngày 15 tháng 2 năm 1943.
- BOAC Flight 777, 1 tháng 6 năm 1943, bị bắn trên bầu trời Vịnh Biscay bởi một chiếc Junkers Ju 88 của Đức. Toàn bộ 17 người thiệt mạng, kể cả diễn viên Leslie Howard. Có cuộc nghiên cứu cho rằng sự việc này nhằm ám sát Thủ tướng Anh Winston Churchill.